# Martine Chevallier
Martine Chevallier (* 20. Jahrhundert in Gap, Département Hautes-Alpes) ist eine französische Schauspielerin. Neben einer erfolgreichen Bühnenkarriere, die sie an die Comédie-Française führte, war sie seit den 1970er-Jahren in über 60 Film- und Fernsehrollen zu sehen. Internationale Bekanntheit im Kino brachte ihr die Hauptrolle in dem Beziehungsdrama Wir beide (2019) ein.

## Leben
Martine Chevallier wuchs in einer Umgebung von Musikliebhabern auf und ging später nach Grenoble. Sie besuchte die Schauspielschule von Jean Mercure sowie den Schauspielkurs von Yves Furet (Cours Furet), wo sie in das Stanislawski-System eingeführt wurde. Daraufhin absolvierte sie gemeinsam mit dem befreundeten Bernard Giraudeau eine Schauspielausbildung am angesehenen Conservatoire national supérieur d’art dramatique (CNSAD) in Paris, wo Antoine Vitez ihr Mentor war. Vitez sah in ihr mehr die Tragödin. Unter ihm senkte sie ihre Stimme und lernte ihre Stimmkraft und Atmung zu kontrollieren. Am CNSAD errang sie 1974 auch den ersten Preis für ihr darstellerisches Talent.
Bis zu seinem Tod war Chevallier mit dem US-amerikanischen Musiker und Komponisten August Coppola (1934–2009) verheiratet, Bruder des bekannten Filmemachers Francis Ford Coppola. Aus einer früheren Beziehung stammt eine Tochter. Ihre Schwester ist die Schauspielerin Catherine Chevallier, ihre Nichten sind die Sopranistin Tatiana Probst und die Schauspielerin Barbara Probst.
Als Musikerin trat sie auch mit Texten von Jean Racine in Erscheinung, den sie sehr bewundert.

## Schauspielkarriere
Martine Chevallier gab ihr Debüt als Theaterschauspielerin am Pariser Théâtre de la Ville, wo sie ab 1968 zum Schauspielensemble gehörte. Auch gehörte sie dem Ensemble der Comédie des Alpes an. Erster Erfolg als Bühnenschauspielerin stellte sich unter der Regisseurin Anne Delbée ein, die Chevallier 1976 am Théâtre de la Ville in einer Inszenierung von Paul Claudels L’échange besetzte. Im selben Jahr setzte sie Regisseur Pierre Romans in Frank Wedekinds Drama Frühlings Erwachen (1976) am Pariser Théâtre de l’Odéon in Szene. Jean-Louis Barrault und Jean-Pierre Granva besetzten sie 1980 in Claudels Soulier de satin (Quatrième journée) am Théâtre d’Orsay. Den Part der Sept-Épées übernahm sie auch bei einer anschließenden Tournee durch Japan. Weitere Bühnenrollen folgten unter solch bekannten Regisseuren wie Peter Brook (Der Kirschgarten), Francis Huster (Le Cid) und Marguerite Duras (Savannah Bay).
Am 1. November trat Chevallier als „pensionnaire“ dem Ensemble der Comédie-Française bei. Ihr Debüt gab sie dort mit der Titelrolle in Racines Esther unter der Regie von Françoise Seigner. Am 1. Januar 1988 wurde sie als 478. Mitglied („sociétaire“) fest ins Ensemble der Comédie-Française aufgenommen. In ihrer vier Jahrzehnte währenden Bühnenkarriere brillierte sie am französischen Staatstheater in klassischen Stücken von de Musset (Lorenzaccio), Corneille (Rodogune) oder Racine (Iphigénie), aber auch moderneren Stoffen von Autoren wie Bertolt Brecht (Leben des Galilei) oder Camus (Caligula) und erwarb sich so den Ruf eines Bühnenstars in ihrem Heimatland. Chevallier arbeitete u. a. mit Regisseuren wie Jean-Louis Benoit, Zabou Breitman, Youssef Chahine, Arnaud Desplechin, Yannis Kokkos, Georges Lavaudant, Heiner Müller, Jacques Rosner oder Antoine Vitez zusammen. 1995 kam eine erneute Zusammenarbeit mit Anne Delbée für die Titelrolle in Racines Phèdre zustande. Muriel Mayette-Holtz bedachte Chevallier mit großen Rollen in gleich drei Inszenierungen, darunter der Part der Mathilde Serpenoise in Bernard-Marie Koltès’ Stück Rückkehr in die Wüste, der ihr 2007 den wichtigsten französischen Theaterpreis Molière als Beste Hauptdarstellerin einbringen sollte. Für ihr künstlerisches Schaffen wurden ihr auch der Ordre des Arts et des Lettres (Officier) und der Ordre national du Mérite (Chevalier) verliehen.
Im Juni 2016 erlitt Chevallier einen schweren Unfall, dem eine mehrmonatige Rehabilitation folgte. Unter der Regie Lars Norén kehrte sie mit dem Stück Poussière zurück auf die Bühne. Ende der Theatersaison 2020 verließ sie als Ehrenmitglied („sociétaire honoraire“) die Comédie-Française. Dennoch plant sie weiterhin, ihre Bühnenkarriere fortzusetzen. Zuletzt war Chevallier am Théâtre du Vieux-Colombier unter der Regie von Pauline Bureau in Hors la loi zu sehen sowie in der Titelrolle von Shakespeares Julius Caesar, inszeniert von Rodolphe Dana.
Parallel zu ihrer Theaterkarriere trat Chevallier ab den 1970er-Jahren in französischen Filmen und Fernsehserien in Erscheinung, anfangs unter dem Namen Martine Chevalier. Jedoch war sie häufig auf unbedeutende Nebenrollen abonniert. Eine der wenigen Ausnahmen war Arnaud Desplechins Theaterverfilmung Der Wald (2014) nach Alexander Ostrowski neben Denis Podalydès, Michel Vuillermoz und Laurent Stocker. Die Rolle der verwitweten und todkranken Gutsbesitzerin Raíssa Gurmýschskaja hatte sie bereits unter der Regie von Piotr Fomenko an der Comédie-Française verkörpert. Der Durchbruch als Filmschauspielerin stellte sich erst 2019 mit Filippo Meneghettis Beziehungsdrama Wir beide ein. Darin war sie an der Seite von Barbara Sukowa als lesbisches Paar zu sehen. Für die Hauptrolle der Madeleine, die von einem gemeinsamen Leben mit ihrer Partnerin träumt, der aber der Mut zum späten Coming-out fehlt, gewann sie gemeinsam mit Sukowa den Prix Lumière als Beste Darstellerin und wurde für den französischen Filmpreis César nominiert.

## Filmografie (Auswahl)
- 1970: Le coeur fou
- 1970: Elise oder das wahre Leben (Élise ou la vraie vie)
- 1971: Le malade imaginaire (Fernsehfilm)
- 1972: Julia von Mogador (Les gens de Mogador, Fernsehserie)
- 1973: La chaise vide
- 1974: Plaies et bosses (Fernsehfilm)
- 1978: Flucht ins Exil (Les chemins de l'exil ou Les dernières années de Jean-Jacques Rousseau, Fernsehfilm)
- 1979: Die Damen von der Küste (Les dames de la côte, Fernsehfilm)
- 1980: Eclipse sur un ancien chemin vers Compostelle
- 1980: Légitime défense (Fernsehfilm)
- 1981: Le roman du samedi (Fernsehserie, 1 Folge)
- 1982: Mozart (Fernsehserie, 3 Folgen)
- 1984: En l’absence du peintre
- 1985: Maigret (Fernsehserie, 1 Folge)
- 1985: Die Kinder (Les enfants)
- 1988: Frequenz Mord (Fréquence meurtre)
- 1989: Le masque (Fernsehserie, 1 Folge)
- 1990: Lorenzaccio (Fernsehfilm)
- 1993: Une femme sans histoire (Fernsehfilm)
- 1995: Jefferson in Paris
- 2002: Sur le bout des doigts
- 2003: Le bison (et sa voisine Dorine)
- 2003: Eine einmalige Chance (Violence des échanges en milieu tempéré)
- 2003: Kommissar Navarro (Navarro, Fernsehserie, 1 Folge)
- 2004: La Confiance règne
- 2005: Entre ses mains
- 2005: Sauf le respect que je vous dois
- 2005: Foon
- 2006: Gaspard der Bandit (Gaspard le bandit, Fernsehfilm)
- 2006: Keine Sorge, mir geht’s gut (Je vais bien, ne t’en fais pas)
- 2006: Das Mädchen, das die Seiten umblättert (La tourneuse de pages)
- 2006: La faute à Fidel!
- 2006: L’état de Grace (Fernsehserie, 6 Folgen)
- 2006: Kein Sterbenswort (Ne le dis à personne)
- 2006: Keine Lüge ohne dich (Mauvaise foi)
- 2008: Elles et moi (Fernsehserie, 1 Folge)
- 2012: Leb wohl, meine Königin! (Les adieux à la reine)
- 2012: Engrenages (Fernsehserie, 1 Folge)
- 2013: La dernière campagne (Fernsehfilm)
- 2014: Der Wald (La forêt, Fernsehfilm)
- 2016: Fleur de tonnerre
- 2017: Je suis coupable (Fernsehfilm)
- 2019: Wir beide (Deux)
- 2019: Stiller Verdacht (La part du soupçon, Fernsehfilm)
- 2020: Dann schlaf auch du (Chanson douce)
- 2021: Die Tanzenden (Le bal des folles)

## Auszeichnungen
- 2007: Molière für Le retour au désert (Beste Hauptdarstellerin)
- 2021: Prix Lumières für Wir beide (Beste Darstellerin – gemeinsam mit Barbara Sukowa)
- Officier (Ordre des Arts et des Lettres)
- Chevalier (Ordre national du Mérite)